# Cerro Punta de Damas
El Cerro Punta de Damas, o Cerro Punta Damas, es un cerro precordillerano de Los Andes, el segundo más alto frente a la ciudad de Santiago de Chile (solo superado por el Cerro de Ramón). Tiene una altitud de 3149 m s. n. m. y limita al norte con el Cerro de Ramón, al oeste con la quebrada de Macul, al este con El Manzano y al sur con Río Maipo. Este cerro es parte de la cadena montañosa sierra de Ramón, la que tiene por límites el río Mapocho por el Norte y el río Maipo por el Sur, la ciudad de Santiago por el oeste y estero El Manzano por el este.   
Actualmente se encuentra considerado como zona de protección ambiental por Protege.